# أندي ستيوارت (سياسي)
أندي ستيوارت (بالإنجليزية: Andrew Stewart)‏ هو سياسي بريطاني، ولد في 27 مايو 1937، وتوفي في 6 أكتوبر 2013 في المملكة المتحدة. حزبياً، نشط في حزب المحافظين. في الانتخابات العمومية للمملكة المتحدة 1983 ‏، انتخب عضو البرلمان التاسع والأربعون للمملكة المتحدة عن دائرة شيروود خلال فترته النيابية ‏ (9 يونيو 1983 – 18 مايو 1987) وفي الانتخابات العمومية للمملكة المتحدة 1987 ‏، انتخب عضو البرلمان الخمسون للمملكة المتحدة عن دائرة شيروود خلال فترته النيابية ‏ (11 يونيو 1987 – 16 مارس 1992).